# Shining ray
「Shining ray」（シャイニング・レイ）は、日本のヴィジュアル系ロックバンド・Janne Da Arcの12作目のシングル。

## 概要
- 前作「feel the wind」から約8ヶ月ぶりのシングル。
- 今作発売後、cutting edge内のレーベルだったmotorodがavex traxに移管されたため、今作はcutting edgeから発売された最後の作品となった。
- 表題曲はアニメ『ONE PIECE』の8thエンディングテーマに起用された。アニメタイアップを手掛けるのは「Mysterious」以来6作ぶり、自身2度目となった。なお、エンディングテーマとしては初となる。
- オリコンチャート初登場8位を獲得。シングルとしては初のトップ10入りを果たした[注 1]。また、今作以降リカットシングルである「Rainy〜愛の調べ〜」を除き全シングルがオリコンチャートトップ10入りを獲得している。

## 収録内容
| 全作詞: yasu、全編曲: Janne Da Arc & 岡野ハジメ。 |                  |           |      |      |
| #                                                 | タイトル         | 作詞      | 作曲 | 時間 |
| 1.                                                | 「Shining ray」  | yasu      | yasu | 3:58 |
| 2.                                                | 「MOTHER BRAIN」 | yasu      | you  | 4:59 |
| 合計時間:                                         | 合計時間:        | 合計時間: | 8:57 |      |

## 参加ミュージシャン
Janne Da Arc
- yasu：Vocal
- you：Guitar
- ka-yu：Bass
- kiyo：Keyboards
- shuji：Drums

Additional Musician
- 岡野ハジメ：Tambourine & Additional Keyboards

## タイアップ
- フジテレビ系列アニメ『ONE PIECE』第8期エンディングテーマ (#1)

## 収録アルバム
- ANOTHER STORY (#1)
- ANOTHER SINGLES (#2)
- SINGLES (#1)
- Janne Da Arc MAJOR DEBUT 10th ANNIVERSARY COMPLETE BOX (#1)
- ONE PIECE BEST ALBUM〜ワンピース主題歌集〜 (#1)
- ワンピース TV主題歌集DVD (#1 テレビサイズ)
- ONE PIECE SUPER BEST (#1)
- ONE PIECE MEMORIAL BEST (#1)